# Stanley-Cup-Playoffs 1985
Die Playoffs um den Stanley Cup des Jahres 1985 begannen am 10. April 1985 und endeten am 30. Mai 1985 mit dem 4:1-Sieg der Edmonton Oilers gegen die Philadelphia Flyers. Die Oilers verteidigten somit ihren Titel aus dem Vorjahr und gewannen ihren zweiten Stanley Cup der Franchise-Geschichte. Zudem hatten sie in Person von Mannschaftskapitän Wayne Gretzky den Topscorer und den mit der Conn Smythe Trophy ausgezeichneten Most Valuable Player der post-season in ihren Reihen. Die unterlegenen Flyers hingegen mussten nach 1976 und 1980 ihre dritte Finalniederlage in Folge hinnehmen.
In den Playoffs 1985 stellten die Edmonton Oilers eine Vielzahl von Rekorden auf oder ein, so sind die 47 Scorerpunkte von Gretzky bis heute ebenso unerreicht wie seine Plus/Minus-Statistik von +27. Gleiches gilt für Paul Coffey und seine zwölf Tore, 25 Vorlagen und 37 Punkte unter allen Abwehrspielern. Indes stellte Jari Kurri die 1976 von Reggie Leach im Trikot der Flyers aufgestellte Bestmarke von 19 Toren ein. Ferner erzielte kein Team in der Playoff-Historie mehr Tore (98) oder Tore pro Spiel (5,44) als Edmonton in diesem Jahr.

## Modus
Nachdem sich aus jeder Division die vier punktbesten Teams qualifiziert haben, starten die im K.-o.-System ausgetragenen Playoffs. Dabei trifft der jeweilige Erste auf den Vierten und der Zweite auf den Dritten einer jeden Division, sodass in den ersten zwei Runden die Divisionssieger ausgespielt werden. Diese treten in der Folge im Conference-Finale um den Einzug ins Stanley-Cup-Finale an.
Die Serien der ersten Runde werden im Best-of-Five-, die Serien aller folgenden Runden im Best-of-Seven-Modus ausgespielt, das heißt, dass ein Team ab der zweiten Runde vier Siege zum Weiterkommen benötigt; in der ersten Runde drei. Das höher gesetzte Team hat dabei in den ersten beiden Spielen Heimrecht, die nächsten beiden das gegnerische Team. Sollte bis dahin kein Sieger aus der Runde hervorgegangen sein, wechselt das Heimrecht von Spiel zu Spiel. So hat die höher gesetzte Mannschaft in den Spielen 1, 2, 5 und 7, also vier der maximal sieben Spiele, einen Heimvorteil. In den Stanley-Cup-Finals der Playoffs 1984 und 1985 wurde von diesem 2-2-1-1-1-Modus allerdings abgewichen und stattdessen nach einem 2-3-2-Rhythmus gespielt. Der Sieger der Prince of Wales Conference wird mit der Prince of Wales Trophy ausgezeichnet und der Sieger der Campbell Conference mit der Clarence S. Campbell Bowl.
Bei Spielen, die nach der regulären Spielzeit von 60 Minuten unentschieden bleiben, folgt die Overtime. Sie endet durch das erste erzielte Tor (Sudden Death).

## Qualifizierte Teams
| Adams Division - (A1) Canadiens de Montréal - (A2) Nordiques de Québec - (A3) Buffalo Sabres - (A4) Boston Bruins Patrick Division - (P1) Philadelphia Flyers - (P2) Washington Capitals - (P3) New York Islanders - (P4) New York Rangers | Norris Division - (N1) St. Louis Blues - (N2) Chicago Black Hawks - (N3) Detroit Red Wings - (N4) Minnesota North Stars Smythe Division - (S1) Edmonton Oilers - (S2) Winnipeg Jets - (S3) Calgary Flames - (S4) Los Angeles Kings |

## Playoff-Baum
|  | Division-Halbfinale | Division-Halbfinale   | Division-Halbfinale |                     |                       | Division-Finale | Division-Finale              | Division-Finale |  |  | Conference-Finale | Conference-Finale | Conference-Finale |  |  | Stanley-Cup-Finale | Stanley-Cup-Finale | Stanley-Cup-Finale |
|  |                     |                       |                     |                     |                       |                 |                              |                 |  |  |                   |                   |                   |  |  |                    |                    |                    |
|  | A1                  | Canadiens de Montréal | 3                   |                     |                       |                 |                              |                 |  |  |                   |                   |                   |  |  |                    |                    |                    |
|  | A4                  | Boston Bruins         | 2                   |                     |                       |                 |                              |                 |  |  |                   |                   |                   |  |  |                    |                    |                    |
|  | A4                  | Boston Bruins         | 2                   | A1                  | Canadiens de Montréal | 3               |                              |                 |  |  |                   |                   |                   |  |  |                    |                    |                    |
|  |                     |                       |                     | A1                  | Canadiens de Montréal | 3               |                              |                 |  |  |                   |                   |                   |  |  |                    |                    |                    |
|  |                     |                       | A2                  | Nordiques de Québec | 4                     |                 |                              |                 |  |  |                   |                   |                   |  |  |                    |                    |                    |
|  | A2                  | Nordiques de Québec   | A2                  | Nordiques de Québec | 4                     | 3               |                              |                 |  |  |                   |                   |                   |  |  |                    |                    |                    |
|  | A2                  | Nordiques de Québec   |                     |                     |                       | 3               |                              |                 |  |  |                   |                   |                   |  |  |                    |                    |                    |
|  | A3                  | Buffalo Sabres        | 2                   |                     |                       |                 |                              |                 |  |  |                   |                   |                   |  |  |                    |                    |                    |
|  | A3                  | Buffalo Sabres        | 2                   | A2                  | Nordiques de Québec   | 2               |                              |                 |  |  |                   |                   |                   |  |  |                    |                    |                    |
|  |                     |                       |                     | A2                  | Nordiques de Québec   | 2               | Prince of Wales Conference   |                 |  |  |                   |                   |                   |  |  |                    |                    |                    |
|  |                     | P1                    | Philadelphia Flyers | 4                   |                       |                 |                              |                 |  |  |                   |                   |                   |  |  |                    |                    |                    |
|  | P1                  | P1                    | Philadelphia Flyers | 4                   | Philadelphia Flyers   | 3               |                              |                 |  |  |                   |                   |                   |  |  |                    |                    |                    |
|  | P1                  |                       |                     |                     | Philadelphia Flyers   | 3               |                              |                 |  |  |                   |                   |                   |  |  |                    |                    |                    |
|  | P4                  | New York Rangers      | 0                   |                     |                       |                 |                              |                 |  |  |                   |                   |                   |  |  |                    |                    |                    |
|  | P4                  | New York Rangers      | 0                   | P1                  | Philadelphia Flyers   | 4               |                              |                 |  |  |                   |                   |                   |  |  |                    |                    |                    |
|  |                     |                       |                     | P1                  | Philadelphia Flyers   | 4               |                              |                 |  |  |                   |                   |                   |  |  |                    |                    |                    |
|  |                     |                       | P3                  | New York Islanders  | 1                     |                 |                              |                 |  |  |                   |                   |                   |  |  |                    |                    |                    |
|  | P2                  | Washington Capitals   | P3                  | New York Islanders  | 1                     | 2               |                              |                 |  |  |                   |                   |                   |  |  |                    |                    |                    |
|  | P2                  | Washington Capitals   |                     |                     |                       |                 |                              |                 |  |  |                   |                   |                   |  |  |                    |                    |                    |
|  | P3                  | New York Islanders    | 3                   |                     |                       |                 |                              |                 |  |  |                   |                   |                   |  |  |                    |                    |                    |
|  | P3                  | New York Islanders    | 3                   | P1                  | Philadelphia Flyers   | 1               |                              |                 |  |  |                   |                   |                   |  |  |                    |                    |                    |
|  |                     |                       |                     |                     |                       |                 |                              |                 |  |  |                   |                   |                   |  |  |                    |                    |                    |
|  |                     | S1                    | Edmonton Oilers     | 4                   |                       |                 |                              |                 |  |  |                   |                   |                   |  |  |                    |                    |                    |
|  | N1                  | S1                    | Edmonton Oilers     | 4                   | St. Louis Blues       | 0               |                              |                 |  |  |                   |                   |                   |  |  |                    |                    |                    |
|  | N1                  |                       |                     |                     | St. Louis Blues       | 0               |                              |                 |  |  |                   |                   |                   |  |  |                    |                    |                    |
|  | N4                  | Minnesota North Stars | 3                   |                     |                       |                 |                              |                 |  |  |                   |                   |                   |  |  |                    |                    |                    |
|  | N4                  | Minnesota North Stars | 3                   | N4                  | Minnesota North Stars | 2               |                              |                 |  |  |                   |                   |                   |  |  |                    |                    |                    |
|  |                     |                       |                     | N4                  | Minnesota North Stars | 2               |                              |                 |  |  |                   |                   |                   |  |  |                    |                    |                    |
|  |                     |                       | N2                  | Chicago Black Hawks | 4                     |                 |                              |                 |  |  |                   |                   |                   |  |  |                    |                    |                    |
|  | N2                  | Chicago Black Hawks   | N2                  | Chicago Black Hawks | 4                     | 3               |                              |                 |  |  |                   |                   |                   |  |  |                    |                    |                    |
|  | N2                  | Chicago Black Hawks   |                     |                     |                       | 3               |                              |                 |  |  |                   |                   |                   |  |  |                    |                    |                    |
|  | N3                  | Detroit Red Wings     | 0                   |                     |                       |                 |                              |                 |  |  |                   |                   |                   |  |  |                    |                    |                    |
|  | N3                  | Detroit Red Wings     | 0                   | N2                  | Chicago Black Hawks   | 2               |                              |                 |  |  |                   |                   |                   |  |  |                    |                    |                    |
|  |                     |                       |                     | N2                  | Chicago Black Hawks   | 2               | Clarence Campbell Conference |                 |  |  |                   |                   |                   |  |  |                    |                    |                    |
|  |                     | S1                    | Edmonton Oilers     | 4                   |                       |                 |                              |                 |  |  |                   |                   |                   |  |  |                    |                    |                    |
|  | S1                  | S1                    | Edmonton Oilers     | 4                   | Edmonton Oilers       | 3               |                              |                 |  |  |                   |                   |                   |  |  |                    |                    |                    |
|  | S1                  |                       |                     |                     |                       |                 |                              |                 |  |  |                   |                   |                   |  |  |                    |                    |                    |
|  | S4                  | Los Angeles Kings     | 0                   |                     |                       |                 |                              |                 |  |  |                   |                   |                   |  |  |                    |                    |                    |
|  | S4                  | Los Angeles Kings     | 0                   | S1                  | Edmonton Oilers       | 4               |                              |                 |  |  |                   |                   |                   |  |  |                    |                    |                    |
|  |                     |                       |                     | S1                  | Edmonton Oilers       | 4               |                              |                 |  |  |                   |                   |                   |  |  |                    |                    |                    |
|  |                     |                       | S2                  | Winnipeg Jets       | 0                     |                 |                              |                 |  |  |                   |                   |                   |  |  |                    |                    |                    |
|  | S2                  | Winnipeg Jets         | S2                  | Winnipeg Jets       | 0                     | 3               |                              |                 |  |  |                   |                   |                   |  |  |                    |                    |                    |
|  | S2                  | Winnipeg Jets         |                     |                     |                       |                 |                              |                 |  |  |                   |                   |                   |  |  |                    |                    |                    |
|  | S3                  | Calgary Flames        | 1                   |                     |                       |                 |                              |                 |  |  |                   |                   |                   |  |  |                    |                    |                    |

## Division-Halbfinale

### Prince of Wales Conference

#### (A1) Canadiens de Montréal – (A4) Boston Bruins
| 10. April 1985 | Canadiens de Montréal Petr Svoboda (28:52) Mario Tremblay (47:08) Bobby Smith (47:50) | 3:5 (0:2, 1:1, 2:2) Spielbericht Stand: 0:1 | Boston Bruins Charlie Simmer (5:18) Mike O’Connell (18:15) Ken Linseman (26:26) Keith Crowder (49:21) Rick Middleton (54:05) | Forum de Montréal, Montréal, Québec Zuschauer: 17.968 |

| 11. April 1985 | Canadiens de Montréal Larry Robinson (21:00) Serge Boisvert (30:52) Chris Chelios (40:20) Chris Nilan (55:40) Guy Carbonneau (58:21) | 5:3 (0:0, 2:3, 3:0) Spielbericht Stand: 1:1 | Boston Bruins Keith Crowder (21:40) Steve Kasper (31:08) Rick Middleton (38:57) | Forum de Montréal, Montréal, Québec Zuschauer: 17.047 |

| 13. April 1985 | Boston Bruins Charlie Simmer (19:01) Dave Reid (38:32) | 2:4 (1:3, 1:0, 0:1) Spielbericht Stand: 1:2 | Canadiens de Montréal Steve Rooney (1:07) Mats Näslund (8:34) Bobby Smith (11:02) Ryan Walter (45:08) | Boston Garden, Boston, Massachusetts Zuschauer: 14.150 |

| 14. April 1985 | Boston Bruins Rick Middleton (9:21) Keith Crowder (28:55) Butch Goring (29:21) Terry O’Reilly (33:15) Ken Linseman (33:36) Ken Linseman (39:36) Ken Linseman (53:12) | 7:6 (1:4, 5:2, 1:0) Spielbericht Stand: 2:2 | Canadiens de Montréal Ryan Walter (4:53) Mats Näslund (15:02) Serge Boisvert (15:30) Bobby Smith (19:57) Steve Rooney (29:52) Larry Robinson (38:20) | Boston Garden, Boston, Massachusetts Zuschauer: 13.119 |

| 16. April 1985 | Canadiens de Montréal Mats Näslund (59:09) | 1:0 (0:0, 0:0, 1:0) Spielbericht Stand: 3:2 | Boston Bruins | Forum de Montréal, Montréal, Québec Zuschauer: 18.078 |

#### (A2) Nordiques de Québec – (A3) Buffalo Sabres
| 10. April 1985 | Nordiques de Québec Alain Lemieux (4:28) Michel Goulet (31:55) Anton Šťastný (33:39) Wilf Paiement (44:02) Wilf Paiement (48:38) | 5:2 (1:1, 2:1, 2:0) Spielbericht Stand: 1:0 | Buffalo Sabres Paul Cyr (12:19) Ric Seiling (39:02) | Colisée de Québec, Québec City, Québec Zuschauer: 14.933 |

| 11. April 1985 | Nordiques de Québec Michel Goulet (5:46) Brent Ashton (36:08) Normand Rochefort (55:09) | 3:2 (1:1, 1:0, 1:1) Spielbericht Stand: 2:0 | Buffalo Sabres Mike Foligno (6:37) Phil Housley (54:28) | Colisée de Québec, Québec City, Québec Zuschauer: 15.022 |

| 13. April 1985 | Buffalo Sabres Lindy Ruff (27:57) Bill Hajt (43:00) Paul Cyr (45:17) John Tucker (56:55) Dave Andreychuk (57:35) Ric Seiling (59:57) | 6:4 (0:1, 1:1, 5:2) Spielbericht Stand: 1:2 | Nordiques de Québec Michel Goulet (7:54) Anton Šťastný (29:02) Jean-François Sauvé (45:48) Alain Côté (52:27) | Buffalo Memorial Auditorium, Buffalo, New York Zuschauer: 16.033 |

| 14. April 1985 | Buffalo Sabres Craig Ramsay (25:53) Phil Housley (37:36) Gilbert Perreault (40:37) Dave Andreychuk (43:46) Dave Andreychuk (47:55) Dave Andreychuk (56:23) Ric Seiling (59:58) | 7:4 (0:1, 2:2, 5:1) Spielbericht Stand: 2:2 | Nordiques de Québec Michel Goulet (19:07) Michel Goulet (35:02) Paul Gillis (37:47) Brent Ashton (55:20) | Buffalo Memorial Auditorium, Buffalo, New York Zuschauer: 14.795 |

| 16. April 1985 | Nordiques de Québec Michel Goulet (2:17) Blake Wesley (17:08) Jean-François Sauvé (19:08) Alain Côté (51:02) Randy Moller (52:06) Brent Ashton (58:51) | 6:5 (3:3, 0:1, 3:1) Spielbericht Stand: 3:2 | Buffalo Sabres Lindy Ruff (6:12) Gilbert Perreault (11:23) Gilbert Perreault (14:36) Ric Seiling (25:06) Phil Housley (41:27) | Colisée de Québec, Québec City, Québec Zuschauer: 15.196 |

#### (P1) Philadelphia Flyers – (P4) New York Rangers
| 10. April 1985 | Philadelphia Flyers Ron Sutter (4:04) Todd Bergen (6:47) Brad McCrimmon (11:45) Tim Kerr (46:04) Mark Howe (68:01) | 5:4 n. V. (3:0, 0:2, 1:2, 1:0) Spielbericht Stand: 1:0 | New York Rangers Reijo Ruotsalainen (23:30) Don Maloney (36:34) Don Maloney (41:17) Anders Hedberg (59:34) | The Spectrum, Philadelphia, Pennsylvania Zuschauer: 17.191 |

| 11. April 1985 | Philadelphia Flyers Todd Bergen (31:05) Todd Bergen (45:23) Ilkka Sinisalo (57:40) | 3:1 (0:0, 1:1, 2:0) Spielbericht Stand: 2:0 | New York Rangers George McPhee (21:01) | The Spectrum, Philadelphia, Pennsylvania Zuschauer: 17.191 |

| 13. April 1985 | New York Rangers Reijo Ruotsalainen (12:36) Don Maloney (16:41) Willie Huber (29:08) Don Maloney (40:55) Anders Hedberg (43:49) | 5:6 (2:1, 1:5, 2:0) Spielbericht Stand: 0:3 | Philadelphia Flyers Peter Zezel (17:26) Doug Crossman (26:25) Tim Kerr (30:06) Tim Kerr (34:58) Tim Kerr (36:42) Tim Kerr (38:22) | Madison Square Garden, New York City, New York Zuschauer: 17.376 |

#### (P2) Washington Capitals – (P3) New York Islanders
| 10. April 1985 | Washington Capitals Larry Murphy (31:15) Larry Murphy (31:31) Mike Gartner (33:24) Alan Haworth (62:28) | 4:3 n. V. (0:0, 3:3, 0:0, 1:0) Spielbericht Stand: 1:0 | New York Islanders Mike Bossy (24:00) Denis Potvin (29:07) Mike Bossy (38:37) | Capital Centre, Landover, Maryland Zuschauer: 18.130 |

| 11. April 1985 | Washington Capitals Lou Franceschetti (5:44) Mike Gartner (81:23) | 2:1 n. V. (1:0, 0:0, 0:1, 0:0, 1:0) Spielbericht Stand: 2:0 | New York Islanders Bryan Trottier (47:41) | Capital Centre, Landover, Maryland Zuschauer: 17.993 |

| 13. April 1985 | New York Islanders Bryan Trottier (45:11) Brent Sutter (53:44) | 2:1 (0:0, 0:0, 2:1) Spielbericht Stand: 1:2 | Washington Capitals Mike Gartner (59:19) | Nassau Veterans Memorial Coliseum, Uniondale, New York Zuschauer: 16.002 |

| 14. April 1985 | New York Islanders Denis Potvin (1:51) Bob Nystrom (13:15) Pat Flatley (43:26) Mike Bossy (47:55) Bryan Trottier (58:52) Mike Bossy (59:44) | 6:4 (2:2, 0:2, 4:0) Spielbericht Stand: 2:2 | Washington Capitals Mike Gartner (9:28) Dave Christian (13:00) Doug Jarvis (25:10) Bengt-Åke Gustafsson (33:54) | Nassau Veterans Memorial Coliseum, Uniondale, New York Zuschauer: 16.002 |

| 16. April 1985 | Washington Capitals Bobby Carpenter (39:31) | 1:2 (0:0, 1:2, 0:0) Spielbericht Stand: 2:3 | New York Islanders Anders Kallur (30:08) Brent Sutter (36:56) | Capital Centre, Landover, Maryland Zuschauer: 18.130 |

### Clarence Campbell Conference

#### (N1) St. Louis Blues – (N4) Minnesota North Stars
| 10. April 1985 | St. Louis Blues Rob Ramage (12:01) Jörgen Pettersson (51:25) | 2:3 (1:1, 0:1, 1:1) Spielbericht Stand: 0:1 | Minnesota North Stars Neal Broten (10:58) Craig Hartsburg (35:01) Keith Acton (50:45) | St. Louis Arena, St. Louis, Missouri Zuschauer: 10.833 |

| 11. April 1985 | St. Louis Blues Brian Sutter (5:17) Brian Sutter (21:37) Doug Gilmour (57:43) | 3:4 (1:0, 1:2, 1:2) Spielbericht Stand: 0:2 | Minnesota North Stars Keith Acton (31:06) Willi Plett (37:07) Willi Plett (47:17) Keith Acton (55:50) | St. Louis Arena, St. Louis, Missouri Zuschauer: 11.725 |

| 13. April 1985 | Minnesota North Stars Tony McKegney (0:46) Craig Hartsburg (5:53) | 2:0 (2:0, 0:0, 0:0) Spielbericht Stand: 3:0 | St. Louis Blues | Met Center, Bloomington, Minnesota Zuschauer: 13.723 |

#### (N2) Chicago Black Hawks – (N3) Detroit Red Wings
| 10. April 1985 | Chicago Black Hawks Doug Wilson (4:26) Curt Fraser (4:47) Denis Savard (8:36) Ken Yaremchuk (17:30) Jack O’Callahan (20:17) Behn Wilson (28:16) Eddie Olczyk (32:20) Steve Larmer (37:52) Eddie Olczyk (44:07) | 9:5 (4:1, 4:2, 1:2) Spielbericht Stand: 1:0 | Detroit Red Wings Bob Manno (19:31) Reed Larson (23:18) John Ogrodnick (39:03) Randy Ladouceur (47:55) Steve Yzerman (49:34) | Chicago Stadium, Chicago, Illinois Zuschauer: 16.756 |

| 11. April 1985 | Chicago Black Hawks Darryl Sutter (5:49) Ken Yaremchuk (16:33) Al Secord (17:06) Curt Fraser (45:20) Keith Brown (49:53) Doug Wilson (55:05) | 6:1 (3:0, 0:0, 3:1) Spielbericht Stand: 2:0 | Detroit Red Wings Joe Kocur (47:20) | Chicago Stadium, Chicago, Illinois Zuschauer: 17.238 |

| 13. April 1985 | Detroit Red Wings Ron Duguay (33:14) Steve Yzerman (56:14) | 2:8 (0:1, 1:3, 1:4) Spielbericht Stand: 0:3 | Chicago Black Hawks Steve Ludzik (16:38) Steve Larmer (27:17) Darryl Sutter (28:39) Denis Savard (30:13) Eddie Olczyk (46:58) Denis Savard (50:43) Behn Wilson (52:05) Rick Paterson (59:00) | Joe Louis Arena, Detroit, Michigan Zuschauer: 17.252 |

#### (S1) Edmonton Oilers – (S4) Los Angeles Kings
| 10. April 1985 | Edmonton Oilers Jari Kurri (14:19) Paul Coffey (33:19) Lee Fogolin (63:01) | 3:2 n. V. (1:1, 1:0, 0:1, 1:0) Spielbericht Stand: 1:0 | Los Angeles Kings Craig Redmond (16:08) Bernie Nicholls (55:23) | Northlands Coliseum, Edmonton, Alberta Zuschauer: 17.267 |

| 11. April 1985 | Edmonton Oilers Paul Coffey (1:10) Mark Napier (46:17) Mike Krushelnyski (46:59) Jari Kurri (59:16) | 4:2 (1:0, 0:1, 3:1) Spielbericht Stand: 2:0 | Los Angeles Kings Dave Taylor (23:53) Doug Smith (50:09) | Northlands Coliseum, Edmonton, Alberta Zuschauer: 17.314 |

| 13. April 1985 | Los Angeles Kings Marcel Dionne (2:06) Garry Galley (47:02) Dave Taylor (51:32) | 3:4 n. V. (1:2, 0:1, 2:0, 0:1) Spielbericht Stand: 0:3 | Edmonton Oilers Mark Messier (10:00) Mark Messier (17:49) Mark Napier (34:48) Glenn Anderson (60:46) | The Forum, Inglewood, Kalifornien Zuschauer: 16.005 |

#### (S2) Winnipeg Jets – (S3) Calgary Flames
| 10. April 1985 | Winnipeg Jets Dave Babych (5:27) Paul MacLean (36:08) Dale Hawerchuk (40:20) David Ellett (44:33) Brian Mullen (67:56) | 5:4 n. V. (1:0, 1:4, 2:0, 1:0) Spielbericht Stand: 1:0 | Calgary Flames Ed Beers (22:53) Håkan Loob (25:44) Paul Reinhart (31:32) Steve Konroyd (34:38) | Winnipeg Arena, Winnipeg, Manitoba Zuschauer: 14.794 |

| 11. April 1985 | Winnipeg Jets Dale Hawerchuk (20:47) Doug Smail (21:03) Scott Arniel (48:58) Laurie Boschman (58:38) Ron Wilson (59:15) | 5:2 (0:1, 2:1, 3:0) Spielbericht Stand: 2:0 | Calgary Flames Al MacInnis (3:06) Steve Bozek (27:55) | Winnipeg Arena, Winnipeg, Manitoba Zuschauer: 14.335 |

| 13. April 1985 | Calgary Flames Joel Otto (25:56) Håkan Loob (30:21) Jamie Macoun (39:09) Håkan Loob (51:32) | 4:0 (0:0, 3:0, 1:0) Spielbericht Stand: 1:2 | Winnipeg Jets | Olympic Saddledome, Calgary, Alberta Zuschauer: 16.683 |

| 14. April 1985 | Calgary Flames Perry Berezan (10:31) Joel Otto (36:12) Jim Peplinski (45:10) | 3:5 (1:1, 1:4, 1:0) Spielbericht Stand: 1:3 | Winnipeg Jets Thomas Steen (2:51) Doug Smail (22:58) Andrew McBain (24:06) Ron Wilson (28:09) Laurie Boschman (33:44) | Olympic Saddledome, Calgary, Alberta Zuschauer: 16.683 |

## Division-Finale

### Prince of Wales Conference

#### (A1) Canadiens de Montréal – (A2) Nordiques de Québec
| 18. April 1985 | Canadiens de Montréal Lucien DeBlois (11:50) | 1:2 n. V. (1:1, 0:0, 0:0, 0:1) Spielbericht Stand: 0:1 | Nordiques de Québec Brent Ashton (9:38) Mark Kumpel (72:23) | Forum de Montréal, Montréal, Québec Zuschauer: 17.123 |

| 21. April 1985 | Canadiens de Montréal Serge Boisvert (9:52) Chris Chelios (15:29) Mike McPhee (23:21) Mats Näslund (25:35) Mats Näslund (55:08) Bob Gainey (59:02) | 6:4 (2:2, 2:0, 2:2) Spielbericht Stand: 1:1 | Nordiques de Québec Peter Šťastný (9:38) Michel Goulet (4:29) Michel Goulet (42:09) Peter Šťastný (42:54) | Forum de Montréal, Montréal, Québec Zuschauer: 18.075 |

| 23. April 1985 | Nordiques de Québec Anton Šťastný (3:23) Michel Goulet (14:44) Michel Goulet (26:39) Michel Goulet (40:52) Bruce Bell (45:11) Wilf Paiement (55:00) Dale Hunter (78:36) | 7:6 n. V. (2:2, 1:2, 3:2, 1:0) Spielbericht Stand: 2:1 | Canadiens de Montréal Mats Näslund (4:19) Bobby Smith (8:51) Guy Carbonneau (22:50) Bobby Smith (31:57) Mike McPhee (46:31) Mike McPhee (48:32) | Colisée de Québec, Québec City, Québec Zuschauer: 15.345 |

| 25. April 1985 | Nordiques de Québec Randy Moller (17:06) | 1:3 (1:1, 0:1, 0:1) Spielbericht Stand: 2:2 | Canadiens de Montréal Lucien DeBlois (6:48) Guy Carbonneau (33:26) Mario Tremblay (44:40) | Colisée de Québec, Québec City, Québec Zuschauer: 15.369 |

| 27. April 1985 | Canadiens de Montréal Larry Robinson (2:51) | 1:5 (1:1, 0:3, 0:1) Spielbericht Stand: 2:3 | Nordiques de Québec Brad Maxwell (11:14) Dale Hunter (22:25) Alain Lemieux (36:19) Brent Ashton (38:37) Wilf Paiement (42:06) | Forum de Montréal, Montréal, Québec Zuschauer: 18.076 |

| 30. April 1985 | Nordiques de Québec Alain Lemieux (7:51) Normand Rochefort (23:28) | 2:5 (1:2, 1:3, 0:0) Spielbericht Stand: 3:3 | Canadiens de Montréal Mike McPhee (0:45) Guy Carbonneau (13:26) Ron Flockhart (20:36) Chris Nilan (27:11) Pierre Mondou (33:21) | Colisée de Québec, Québec City, Québec Zuschauer: 15.354 |

| 2. Mai 1985 | Canadiens de Montréal Pierre Mondou (27:23) Mats Näslund (37:14) | 2:3 n. V. (0:1, 2:1, 0:0, 0:1) Spielbericht Stand: 3:4 | Nordiques de Québec Bruce Bell (3:27) Jean-François Sauvé (21:24) Peter Šťastný (62:22) | Forum de Montréal, Montréal, Québec Zuschauer: 18.076 |

#### (P1) Philadelphia Flyers – (P3) New York Islanders
| 18. April 1985 | Philadelphia Flyers Rick Tocchet (24:10) Tim Kerr (30:43) Ron Sutter (56:24) | 3:0 (0:0, 2:0, 1:0) Spielbericht Stand: 1:0 | New York Islanders | The Spectrum, Philadelphia, Pennsylvania Zuschauer: 17.191 |

| 21. April 1985 | Philadelphia Flyers Ed Hospodar (2:15) Brian Propp (11:05) Brian Propp (19:41) Brian Propp (35:47) Tim Kerr (52:45) | 5:2 (3:0, 1:1, 1:1) Spielbericht Stand: 2:0 | New York Islanders Clark Gillies (39:06) Bob Nystrom (58:26) | The Spectrum, Philadelphia, Pennsylvania Zuschauer: 17.191 |

| 23. April 1985 | New York Islanders Anders Kallur (5:58) Brent Sutter (28:39) John Tonelli (39:22) | 3:5 (1:2, 2:2, 0:1) Spielbericht Stand: 0:3 | Philadelphia Flyers Doug Crossman (11:12) Rick Tocchet (18:44) Ron Sutter (23:58) Brian Propp (28:08) Ilkka Sinisalo (59:23) | Nassau Veterans Memorial Coliseum, Uniondale, New York Zuschauer: 16.002 |

| 25. April 1985 | New York Islanders Pat LaFontaine (5:21) Bryan Trottier (7:21) Denis Potvin (20:54) Mike Bossy (28:53) Tomas Jonsson (49:23) Alan Kerr (59:03) | 6:2 (2:0, 2:1, 2:1) Spielbericht Stand: 1:3 | Philadelphia Flyers Derrick Smith (30:57) Tim Kerr (55:53) | Nassau Veterans Memorial Coliseum, Uniondale, New York Zuschauer: 16.002 |

| 28. April 1985 | Philadelphia Flyers Ilkka Sinisalo (26:43) | 1:0 (0:0, 1:0, 0:0) Spielbericht Stand: 4:1 | New York Islanders | The Spectrum, Philadelphia, Pennsylvania Zuschauer: 17.191 |

### Clarence Campbell Conference

#### (N2) Chicago Black Hawks – (N4) Minnesota North Stars
| 18. April 1985 | Chicago Black Hawks Eddie Olczyk (3:07) Doug Wilson (3:56) Tom Lysiak (5:42) Jack O’Callahan (44:11) Behn Wilson (55:04) | 5:8 (3:2, 0:4, 2:2) Spielbericht Stand: 0:1 | Minnesota North Stars Dennis Maruk (7:05) Willi Plett (7:27) Tony McKegney (27:40) Neal Broten (31:03) Brian Bellows (33:07) Tim Coulis (34:19) Steve Payne (44:42) Tony McKegney (59:55) | Chicago Stadium, Chicago, Illinois Zuschauer: 17.389 |

| 21. April 1985 | Chicago Black Hawks Keith Brown (21:12) Ken Yaremchuk (21:27) Curt Fraser (24:18) Curt Fraser (30:53) Al Secord (34:07) Troy Murray (58:42) | 6:2 (0:0, 5:2, 1:0) Spielbericht Stand: 1:1 | Minnesota North Stars Dino Ciccarelli (22:48) Tony McKegney (24:07) | Chicago Stadium, Chicago, Illinois Zuschauer: 17.582 |

| 23. April 1985 | Minnesota North Stars Dennis Maruk (3:07) Dino Ciccarelli (9:36) Craig Hartsburg (45:40) | 3:5 (2:2, 0:2, 1:1) Spielbericht Stand: 1:2 | Chicago Black Hawks Bob Murray (13:55) Tom Lysiak (18:19) Al Secord (37:10) Al Secord (39:18) Darryl Sutter (59:47) | Met Center, Bloomington, Minnesota Zuschauer: 14.203 |

| 25. April 1985 | Minnesota North Stars Ron Wilson (8:53) Randy Velischek (11:14) Craig Hartsburg (36:06) Randy Velischek (39:27) Gordie Roberts (42:58) Tony McKegney (51:45) | 6:7 n. V. (2:3, 2:1, 2:2, 0:0, 0:1) Spielbericht Stand: 1:3 | Chicago Black Hawks Steve Larmer (1:11) Denis Savard (10:58) Eddie Olczyk (13:47) Tom Lysiak (31:25) Bill Gardner (49:15) Denis Savard (52:32) Darryl Sutter (81:57) | Met Center, Bloomington, Minnesota Zuschauer: 14.861 |

| 28. April 1985 | Chicago Black Hawks Denis Savard (3:32) Darryl Sutter (19:54) Al Secord (22:24) Steve Larmer (29:08) | 4:5 n. V. (2:0, 2:2, 0:2, 0:1) Spielbericht Stand: 3:2 | Minnesota North Stars Tony McKegney (30:28) Brian Bellows (36:01) Dino Ciccarelli (52:53) Tony McKegney (56:43) Dennis Maruk (61:14) | Chicago Stadium, Chicago, Illinois Zuschauer: 17.488 |

| 30. April 1985 | Minnesota North Stars Tony McKegney (1:30) Craig Hartsburg (12:57) Dennis Maruk (28:41) Dave Richter (44:31) Keith Acton (49:41) | 5:6 n. V. (2:2, 1:1, 2:2, 0:1) Spielbericht Stand: 2:4 | Chicago Black Hawks Steve Larmer (2:25) Darryl Sutter (17:14) Tom Lysiak (31:41) Curt Fraser (46:15) Troy Murray (55:03) Darryl Sutter (75:41) | Met Center, Bloomington, Minnesota Zuschauer: 15.087 |

#### (S1) Edmonton Oilers – (S2) Winnipeg Jets
| 18. April 1985 | Edmonton Oilers Jari Kurri (11:45) Mark Napier (27:43) Paul Coffey (46:42) Wayne Gretzky (59:36) | 4:2 (1:1, 1:1, 2:0) Spielbericht Stand: 1:0 | Winnipeg Jets Bengt Lundholm (13:49) Paul MacLean (27:28) | Northlands Coliseum, Edmonton, Alberta Zuschauer: 16.236 |

| 20. April 1985 | Edmonton Oilers Wayne Gretzky (8:21) Kevin McClelland (11:33) Paul Coffey (14:11) Paul Coffey (21:33) Mark Messier (44:06) | 5:2 (3:1, 1:0, 1:1) Spielbericht Stand: 2:0 | Winnipeg Jets Robert Picard (10:17) Thomas Steen (53:52) | Northlands Coliseum, Edmonton, Alberta Zuschauer: 16.942 |

| 23. April 1985 | Winnipeg Jets Paul MacLean (1:26) Bengt Lundholm (13:25) Ron Wilson (28:25) Dave Babych (39:45) | 4:5 (2:1, 2:3, 0:1) Spielbericht Stand: 0:3 | Edmonton Oilers Paul Coffey (4:39) Glenn Anderson (20:37) Mike Krushelnyski (23:54) Mark Napier (34:53) Wayne Gretzky (46:13) | Winnipeg Arena, Winnipeg, Manitoba Zuschauer: 15.418 |

| 25. April 1985 | Winnipeg Jets Randy Carlyle (0:53) Robert Picard (29:50) Ron Wilson (34:00) | 3:8 (1:2, 2:3, 0:3) Spielbericht Stand: 0:4 | Edmonton Oilers Wayne Gretzky (5:20) Wayne Gretzky (12:22) Jari Kurri (20:54) Jari Kurri (21:18) Glenn Anderson (28:18) Mark Messier (43:29) Jari Kurri (45:35) Wayne Gretzky (50:31) | Winnipeg Arena, Winnipeg, Manitoba Zuschauer: 15.519 |

## Conference-Finale

### Prince of Wales Conference

#### (A2) Nordiques de Québec – (P1) Philadelphia Flyers
| 5. Mai 1985 | Nordiques de Québec Dale Hunter (47:13) Peter Šťastný (66:20) | 2:1 n. V. (0:0, 0:0, 1:1, 1:0) Spielbericht Stand: 1:0 | Philadelphia Flyers Brad McCrimmon (53:02) | Colisée de Québec, Québec City, Québec Zuschauer: 15.194 |

| 7. Mai 1985 | Nordiques de Québec Jean-François Sauvé (44:51) Mark Kumpel (59:41) | 2:4 (0:1, 0:2, 2:1) Spielbericht Stand: 1:1 | Philadelphia Flyers Dave Poulin (11:16) Murray Craven (22:18) Ilkka Sinisalo (39:39) Joe Paterson (51:51) | Colisée de Québec, Québec City, Québec Zuschauer: 15.231 |

| 9. Mai 1985 | Philadelphia Flyers Murray Craven (12:13) Joe Paterson (21:41) Ilkka Sinisalo (31:39) Brian Propp (52:46) | 4:2 (1:2, 2:0, 1:0) Spielbericht Stand: 2:1 | Nordiques de Québec Alain Côté (12:34) Brent Ashton (18:54) | The Spectrum, Philadelphia, Pennsylvania Zuschauer: 17.191 |

| 12. Mai 1985 | Philadelphia Flyers Doug Crossman (23:12) Brian Propp (39:07) Mark Howe (43:08) | 3:5 (0:2, 2:1, 1:2) Spielbericht Stand: 2:2 | Nordiques de Québec Dale Hunter (6:29) Alain Côté (9:23) Mark Kumpel (37:07) Alain Côté (44:32) Brad Maxwell (52:37) | The Spectrum, Philadelphia, Pennsylvania Zuschauer: 17.191 |

| 14. Mai 1985 | Nordiques de Québec Jean-François Sauvé (27:02) | 1:2 (0:0, 1:0, 0:2) Spielbericht Stand: 2:3 | Philadelphia Flyers Joe Paterson (41:00) Murray Craven (55:01) | Colisée de Québec, Québec City, Québec Zuschauer: 15.300 |

| 16. Mai 1985 | Philadelphia Flyers Rick Tocchet (16:32) Dave Poulin (22:11) Doug Crossman (31:07) | 3:0 (1:0, 2:0, 0:0) Spielbericht Stand: 4:2 | Nordiques de Québec | The Spectrum, Philadelphia, Pennsylvania Zuschauer: 17.191 |

### Clarence Campbell Conference

#### (S1) Edmonton Oilers – (N2) Chicago Black Hawks
| 4. Mai 1985 | Edmonton Oilers Glenn Anderson (5:48) Charlie Huddy (10:09) Paul Coffey (18:25) Jari Kurri (23:38) Mark Napier (25:18) Jari Kurri (34:58) Charlie Huddy (38:57) Willy Lindström (41:17) Wayne Gretzky (50:49) Pat Hughes (51:25) Glenn Anderson (52:43) | 11:2 (3:1, 4:0, 4:1) Spielbericht Stand: 1:0 | Chicago Black Hawks Ken Yaremchuk (12:36) Troy Murray (58:22) | Northlands Coliseum, Edmonton, Alberta Zuschauer: 17.306 |

| 7. Mai 1985 | Edmonton Oilers Glenn Anderson (6:21) Jari Kurri (12:26) Larry Melnyk (27:19) Jari Kurri (48:26) Paul Coffey (55:45) Jari Kurri (59:36) Glenn Anderson (59:43) | 7:3 (2:1, 1:1, 4:1) Spielbericht Stand: 2:0 | Chicago Black Hawks Bob Murray (6:34) Darryl Sutter (25:49) Behn Wilson (59:22) | Northlands Coliseum, Edmonton, Alberta Zuschauer: 17.211 |

| 9. Mai 1985 | Chicago Black Hawks Jack O’Callahan (5:01) Steve Larmer (6:02) Darryl Sutter (34:20) Denis Savard (47:07) Troy Murray (58:44) | 5:2 (2:0, 1:1, 2:1) Spielbericht Stand: 1:2 | Edmonton Oilers Jaroslav Pouzar (31:14) Mark Messier (43:07) | Chicago Stadium, Chicago, Illinois Zuschauer: 17.794 |

| 12. Mai 1985 | Chicago Black Hawks Darryl Sutter (4:23) Eddie Olczyk (9:50) Denis Savard (17:05) Curt Fraser (18:17) Al Secord (19:35) Steve Larmer (32:57) Steve Larmer (44:52) Bob Murray (45:24) | 8:6 (5:3, 1:1, 2:2) Spielbericht Stand: 2:2 | Edmonton Oilers Wayne Gretzky (2:52) Mark Messier (11:02) Jaroslav Pouzar (17:20) Willy Lindström (30:20) Glenn Anderson (56:41) Mark Messier (57:45) | Chicago Stadium, Chicago, Illinois Zuschauer: 17.894 |

| 14. Mai 1985 | Edmonton Oilers Mike Krushelnyski (1:11) Jari Kurri (7:52) Jari Kurri (16:31) Mark Messier (24:51) Wayne Gretzky (28:15) Wayne Gretzky (36:46) Jari Kurri (38:39) Paul Coffey (42:40) Dave Hunter (51:57) Lee Fogolin (55:43) | 10:5 (3:3, 4:1, 3:1) Spielbericht Stand: 3:2 | Chicago Black Hawks Troy Murray (4:37) Darryl Sutter (9:15) Steve Larmer (14:13) Denis Savard (24:30) Darryl Sutter (58:37) | Northlands Coliseum, Edmonton, Alberta Zuschauer: 17.245 |

| 16. Mai 1985 | Chicago Black Hawks Al Secord (47:27) Ken Yaremchuk (53:34) | 2:8 (0:2, 0:4, 2:2) Spielbericht Stand: 2:4 | Edmonton Oilers Jari Kurri (5:12) Mark Messier (13:26) Mark Messier (28:32) Jari Kurri (33:28) Lee Fogolin (34:41) Jari Kurri (38:05) Glenn Anderson (55:54) Jari Kurri (58:17) | Chicago Stadium, Chicago, Illinois Zuschauer: 17.922 |

## Stanley-Cup-Finale

### (P1) Philadelphia Flyers – (S1) Edmonton Oilers
| 21. Mai 1985 | Philadelphia Flyers Ilkka Sinisalo (15:05) Ron Sutter (45:56) Tim Kerr (48:07) Dave Poulin (59:39) | 4:1 (1:0, 0:0, 3:1) Spielbericht Stand: 1:0 | Edmonton Oilers Willy Lindström (56:52) | The Spectrum, Philadelphia, Pennsylvania Zuschauer: 17.191 |

| 23. Mai 1985 | Philadelphia Flyers Tim Kerr (30:22) | 1:3 (0:1, 1:1, 0:1) Spielbericht Stand: 1:1 | Edmonton Oilers Wayne Gretzky (10:29) Willy Lindström (36:08) Dave Hunter (59:33) | The Spectrum, Philadelphia, Pennsylvania Zuschauer: 17.191 |

| 25. Mai 1985 | Edmonton Oilers Wayne Gretzky (1:10) Wayne Gretzky (1:25) Wayne Gretzky (13:32) Mike Krushelnyski (26:58) | 4:3 (3:1, 1:0, 0:2) Spielbericht Stand: 2:1 | Philadelphia Flyers Derrick Smith (1:41) Mark Howe (49:08) Brian Propp (54:26) | Northlands Coliseum, Edmonton, Alberta Zuschauer: 17.498 |

| 28. Mai 1985 | Edmonton Oilers Paul Coffey (4:22) Charlie Huddy (18:23) Glenn Anderson (20:21) Wayne Gretzky (32:53) Wayne Gretzky (43:42) | 5:3 (2:3, 2:0, 1:0) Spielbericht Stand: 3:1 | Philadelphia Flyers Rich Sutter (0:46) Todd Bergen (6:38) Murray Craven (11:32) | Northlands Coliseum, Edmonton, Alberta Zuschauer: 17.498 |

| 30. Mai 1985 | Edmonton Oilers Jari Kurri (4:54) Willy Lindström (5:31) Paul Coffey (15:31) Paul Coffey (17:57) Mark Messier (29:18) Mike Krushelnyski (30:20) Wayne Gretzky (36:49) Mark Messier (43:39) | 8:3 (4:1, 3:0, 1:2) Spielbericht Stand: 4:1 | Philadelphia Flyers Rich Sutter (7:23) Brian Propp (41:59) Rich Sutter (47:05) | Northlands Coliseum, Edmonton, Alberta Zuschauer: 17.498 |

### Stanley-Cup-Sieger
| Stanley-Cup-Sieger Edmonton Oilers | Torhüter: Grant Fuhr, Andy Moog Verteidiger: Paul Coffey, Lee Fogolin, Randy Gregg, Charlie Huddy, Don Jackson, Kevin Lowe, Larry Melnyk Angreifer: Glenn Anderson, Billy Carroll, Wayne Gretzky (C), Pat Hughes, Dave Hunter, Mike Krushelnyski, Jari Kurri, Willy Lindström, Dave Lumley, Kevin McClelland, Mark Messier, Mark Napier, Jaroslav Pouzar, Dave Semenko, Esa Tikkanen Cheftrainer: Glen Sather General Manager: Glen Sather |

## Beste Scorer
Abkürzungen: GP = Spiele, G = Tore, A = Assists, Pts = Punkte, +/− = Plus/Minus, PIM = Strafminuten; Fett: Bestwert
| Spieler        | Team     | GP | G  | A  | Pts | +/− | PIM |
| -------------- | -------- | -- | -- | -- | --- | --- | --- |
| Wayne Gretzky  | Edmonton | 18 | 17 | 30 | 47  | +27 | 4   |
| Paul Coffey    | Edmonton | 18 | 12 | 25 | 37  | +23 | 44  |
| Jari Kurri     | Edmonton | 18 | 19 | 12 | 31  | +23 | 6   |
| Denis Savard   | Chicago  | 15 | 9  | 20 | 29  | +4  | 20  |
| Glenn Anderson | Edmonton | 18 | 10 | 16 | 26  | +11 | 38  |
| Mark Messier   | Edmonton | 18 | 12 | 13 | 25  | +14 | 12  |
| Peter Šťastný  | Québec   | 18 | 4  | 19 | 23  | +2  | 24  |
| Steve Larmer   | Chicago  | 15 | 9  | 13 | 22  | +1  | 14  |
| Michel Goulet  | Québec   | 17 | 11 | 10 | 21  | ±0  | 17  |
| Charlie Huddy  | Edmonton | 18 | 3  | 17 | 20  | +21 | 17  |

## Beste Torhüter
Die kombinierte Tabelle zeigt die jeweils drei besten Torhüter in den Kategorien Gegentorschnitt und Fangquote sowie die jeweils Führenden in den Kategorien Shutouts und Siege.
Abkürzungen: GP = Spiele, Min = Eiszeit (in Minuten), W = Siege, L = Niederlagen, GA = Gegentore, SO = Shutouts, Sv% = gehaltene Schüsse (in %), GAA = Gegentorschnitt; Fett: Bestwert; Sortiert nach Gegentorschnitt.
Erfasst werden nur Torhüter mit 180 absolvierten Spielminuten.
| Spieler         | Team         | GP | Min     | W  | L | GA | SO | Sv%  | GAA  |
| --------------- | ------------ | -- | ------- | -- | - | -- | -- | ---- | ---- |
| Kelly Hrudey    | NY Islanders | 5  | 280:21  | 1  | 3 | 8  | 0  | 94,6 | 1,71 |
| Al Jensen       | Washington   | 3  | 200:13  | 1  | 2 | 8  | 0  | 90,7 | 2,40 |
| Pelle Lindbergh | Philadelphia | 18 | 1006:43 | 12 | 6 | 42 | 3  | 91,4 | 2,50 |
| Grant Fuhr      | Edmonton     | 18 | 1063:15 | 15 | 3 | 55 | 0  | 89,4 | 3,10 |